# Leopold Martin Neuman
Leopold Martin Neuman   (Halmstad, 11 de setembre de 1852 - Ystad church parish, 17 de febrer de 1922) va ser un botànic suec. L'any 1881 va presentar la seva tesi de Doctorat: Undersökningar öfver bast och sklerenchym hos dicotyla stammar (Estudis sobre biomassa i esclerènquima de dicotiledònies), a la Universitat de Lund.

## Abreviatura (botànica)
L'abreviació Neuman s'usa per indicar Leopold Martin Neuman com autoritat en la descripció i classificació científica dels vegetals.

## Algunes publicacions

### Llibres
- l.m. Neuman, f.e. Ahlfvengren. 1901a. Sveriges Flora. Fanerogamerna. 832 pp.[4]
- l.m. Neuman, f.e. Ahlfvengren. 1901b. Herbarium Suecicum. Förteckning öfver Sveriges fanerogamer, i enlighet med Sveriges flora. Ed. Gleerup. 71 pp.
- 1884. Bidrag till kännedomen af floran pa Sveriges syd-vestkust, omfattande trakten mellan Halmstad och Engelholm (les contribucions al coneixement de la flora de la costa de Suècia, al sud-oest, que cobreix l'àrea entre Halmstad i Engelholm). Núm. 2 de Handlingar. Ed. D. F. Bonniers Boktryckeri. 56 pàg.
- 1883. Berättelse om en botanisk resa till Hallands Väderö och närliggande delar af Skånska landet, företagen med understöd af Kongl. Vetenskapsakademien år 1882 (Informe sobre un viatge botànic al Halland Väderö i parts adjacents dels països de Skåne, les empreses amb el suport de la Reial Acadèmia de Ciències en 1882). 41 pàg.

## Honors

### Epònims
- (Asteraceae) Arctium × neumanii Rouy[5]
- (Chenopodiaceae) Chenopodium neumanii Murr[6]
- (Papaveraceae) Corydalis neumanii Fedde[7]
- (Plumbaginaceae) Limonium neumanii C.I.Salmon[8]
- (Ranunculaceae) Ranunculus neumanii (Julin) Ericsson[9]
- (Rosaceae) Rosa neumanii Matsson exAlmq.[10]
- (Rosaceae) Rubus neumanii Focke. exFrid. & Gelert[11]